# Artpolice
Artpolice was een underground zine en comic boek uitgegeven door Frank Gaard, in samenwerking met diverse kunstenaars uit Minneapolis, in de periode van 1974 tot 1994.

## Beschrijving
De zine werd opgericht door Gaard, toen hij nog werkzaam was als kunstprofessor op de Minneapolis College of Art and Design. De publicaties bevatte naast expliciete seksueel getinte afbeeldingen en 'platte' humor ook scherpe politieke en sociale satire, mede gericht op het hedendaagse kunstonderwijs. Naast vrienden maakte Gaard ook vijanden met zijn Artpolice, zo raakte hij zijn baan kwijt als kunstprofessor.
Kunstenaars die hebben bijgedragen aan Artpolice zijn o.a. Andy Baird, Stuart Mead en Robert Corbit
In de loop van de tijd kreeg Artpolice meer aanzien en status en toen de publicaties eenmaal stopte waren diverse uitgaves reeds opgenomen in de permanente collecties van bibliotheken en musea verspreid over de Verenigde Staten zoals die van o.a MOMA, de Smithsonian en de Whitney.